# Zach Morley
Zach Scott Morley (Maryville, 25 aprile 1983) è un ex cestista statunitense.

## Palmarès
- Coppa di Germania: 1

Alba Berlino: 2013
- Copa Príncipe de Asturias: 1

Breogán: 2008